# Anna moskiewska
Anna moskiewska (ur. 1393, zm. sierpień 1417) – żona cesarza Bizancjum Jana VIII Paleologa.

## Życiorys
Była córką Wasyla I, wielkiego księcia moskiewskiego w latach 1389-1425, i Zofii Witoldówny, jedynej córki wielkiego księcia litewskiego Witolda. 
W 1414 poślubiła przyszłego cesarza Jana VIII Paleologa. Zmarła z powodu czarnej śmierci. 